# Eventus docet: stultorum iste magister est
Eventus docet: stultorum iste magister est è una locuzione latina che tradotta letteralmente, significa l'esperienza insegna, essa è la maestra degli stolti. 
Essa è tratta dalle Historiae di Livio (XXII, 39).
La citazione precisa è:
| Una ratio belli gerendi adversus Hannibalem est, qua ego gessi; nec eventus modo hoc docet, stultorum iste magister est, sed eadem ratio, quae fuit futuraque, donec res eaedem manebunt, immutabilis est. | Una sola è la modalità di gestire la guerra contro Annibale, quella con cui io la gestii; e non solo il risultato lo insegna, questo è maestro degli stolti, ma anche la ragione, che fu e sarà immutabile fino a quando le cose restino quali sono. |

Chi parla è Quinto Fabio Massimo, il noto cunctator.
Nell'anno 216 a.C., nel corso della seconda guerra punica, dopo l'impressionante serie di sconfitte  subite dall'esercito romano presso il Ticino, il Trebbia e il Trasimeno, furono eletti al consolato Lucio Emilio Paolo e Gaio Terenzio Varrone, ma tale elezione non era priva di risvolti politici direttamente influenti sulle scelte militari per l'immediato futuro: Paolo, vincitore della guerra in Illiria, era sostenuto dall'aristocrazia, e propendeva per il mantenimento della tattica attendista con cui prima Fabio Massimo, poi Marco Minucio Rufo avevano permesso all'esercito romano di ricomporsi e attendere rinforzo dagli alleati. Varrone invece, di parte plebea, figlio di un macellaio arricchito, era un demagogo impetuoso che pur avendo percorso l'intero cursus honorum dall'edilità alla pretura, era però dotato di scarsa perizia militare. Egli faceva leva sul senso dell'onore dei Romani per tentare di fermare la discesa di Annibale con un esercito ormai ampiamente rinforzato.
Sentite le allocuzioni dei due consoli all'esercito, l'una improntata alla sicurezza, l'altra concentrata sulla rapidità d'esecuzione, Fabio Massimo si accostò a Emilio Paolo consigliandogli prudenza nei confronti del folle collega e il mantenimento della tattica che egli aveva portato avanti.
Le pressioni di Varrone risultarono vincenti, e portarono alla Battaglia di Canne, il cui esito disastroso rimase negli annali.
La locuzione sta ad indicare che chi intende compiere un passo più lungo della gamba, anche dopo averne sperimentato gli effetti deleteri, specialmente a scopi promozionali o personali, trarrà a sue spese dai risultati della propria avventatezza quell'insegnamento che la ragione suggerirebbe senza mettere a repentaglio sé e altri.
Il discorso di Fabio Massimo termina con un'altra sententia degna di nota: 
| Omnia non properanti clara certaque erunt, festinatio improvida est et caeca. | A chi non si affretta tutto sarà chiaro e accertato, l'avventatezza è improvvida e cieca. |